# Dippersricht
Dippersricht ist ein Gemeindeteil des Marktes Lauterhofen im Landkreis Neumarkt in der Oberpfalz.

## Geografie
Das Dorf befindet sich etwa zwölf Kilometer nordwestlich von Lauterhofen und liegt auf einer Höhe von 570 m ü. NHN.

## Geschichte
Durch die zu Beginn des 19. Jahrhunderts im Königreich Bayern durchgeführten Verwaltungsreformen wurde der Ort zu einem Bestandteil der Ruralgemeinde Traunfeld. Im Zuge der Gebietsreform in Bayern wurde Dippersricht zusammen mit der gesamten Gemeinde Traunfeld am 1. Mai 1978 in die Gemeinde Lauterhofen eingegliedert.

## Verkehr
Die Anbindung an das öffentliche Straßennetz wird durch eine Gemeindeverbindungsstraße hergestellt, die zu der etwa einen halben Kilometer südlich des Ortes vorbeiführenden Kreisstraße NM 30 führt. Diese beginnt im eineinhalb Kilometer südsüdöstlich gelegenen Traunfeld und führt in südwestlicher Richtung zu dem ebenfalls etwa eineinhalb Kilometer entfernten Nachbarort Wappeltshofen, der bereits im mittelfränkischen Landkreis Nürnberger Land liegt. Jenseits der Landkreisgrenze findet die NM 30 dabei ihre Fortsetzung in der Kreisstraße LAU 23, die nach Altdorf weiterführt. Eine weitere Gemeindeverbindungsstraße verbindet Dippersricht mit dem vier Kilometer nordwestlich des Ortes gelegenen Dorf Kucha, das zur mittelfränkischen Gemeinde Offenhausen gehört. Direkt nördlich des Ortsrandes von Dippersricht führt zwar die Bundesautobahn 6 vorbei, die nächstgelegenen Zufahrten zu dieser Autobahn liegen allerdings in deutlichem Abstand zur Ortschaft. Im Osten ist dies die Anschlussstelle (AS) Alfeld (dreieinhalb Kilometer entfernt) und im Westen die AS Altdorf/Leinburg (fünfeinhalb Kilometer entfernt).